# Chusquea oligophylla
Chusquea oligophylla là một loài thực vật có hoa trong họ Hòa thảo. Loài này được Rupr. mô tả khoa học đầu tiên năm 1839.